# Doleschallia exornans
Doleschallia exornans är en fjärilsart som beskrevs av Hans Fruhstorfer 1912. Doleschallia exornans ingår i släktet Doleschallia och familjen praktfjärilar. Inga underarter finns listade i Catalogue of Life.